# Desfragmentação de dados
A desfragmentação de dados é a união dos fragmentos de um arquivo que se encontram dispersos pelo disco rígido.
Quando o usuário do computador ou um programa realiza alguma alteração num arquivo, muito dificilmente tal mudança é salva no mesmo local no disco rígido que o arquivo original. No mais das vezes, essas alterações são armazenadas em locais diferentes/distantes do local do arquivo de origem. Assim, os arquivos, ao serem modificados, ficam cada vez mais dispersos (ou fragmentados) pelo disco rígido. Com isso, o computador passa a levar um tempo maior do que antes para acessar o arquivo, já que a máquina precisa "procurar" o arquivo e pelas suas alterações numa área muito maior do disco.
Diante disso, existem programas cuja função é realizar o processo inverso ao descrito: o de desfragmentar. Certamente, um dos mais conhecidos e utilizados é o Desfragmentador de Disco do Windows, já fornecido nos sistemas operacionais da Microsoft. Assim, tal programa vasculha o HD, procurando arquivos fragmentados, e os une novamente, tornado mais rápidas e eficientes as atividades do computador.